# فولتا كاتالونيا 1912
فولتا كاتالونيا 1912 (بالإسبانية: Volta a Cataluña 1912)‏ هو سباق دراجات هوائية، وهو الموسم رقم 2 من السباق، وأقيم خلال الفترة 6 أغسطس 1912، وحتى 8 أغسطس 1912.
فاز فيه بالمركز الأول  José Magdalena ‏، وبالمركز الثاني  Juan Martí ‏، وبالمركز الثالث  Antoni Crespo ‏.

## الفائزون
| الترتيب | الفائز                |
| ------- | --------------------- |
| الفائز  | Josep Magdalena ‏      |
| الثاني  | Joan Martí i Viñolas ‏ |
| الثالث  | Antoni Crespo ‏        |